# Sebaea compacta
Sebaea compacta är en gentianaväxtart som beskrevs av Arthur William Hill. Sebaea compacta ingår i släktet Sebaea och familjen gentianaväxter. Inga underarter finns listade i Catalogue of Life.